# Tefal
Tefal er en fransk producent af kogegrej, køkkenudstyr og køkkenapparater. Virksomheden blev etableret i 1956 og har siden 1968 været ejet af Groupe SEB. OBH Nordica har siden 2015 været ejet af Tefal.